# تپه سلیمان قلعه
تپه سلیمان قلعه مربوط به دوران‌های تاریخی پس از اسلام است و در شهرستان رزن، بخش سردرود، روستای قینرجه واقع شده و این اثر در تاریخ ۱۱ شهریور ۱۳۸۲ با شمارهٔ ثبت ۹۸۵۵ به‌عنوان یکی از آثار ملی ایران به ثبت رسیده است.